# Rupert Ponsonby, 7. Baron de Mauley

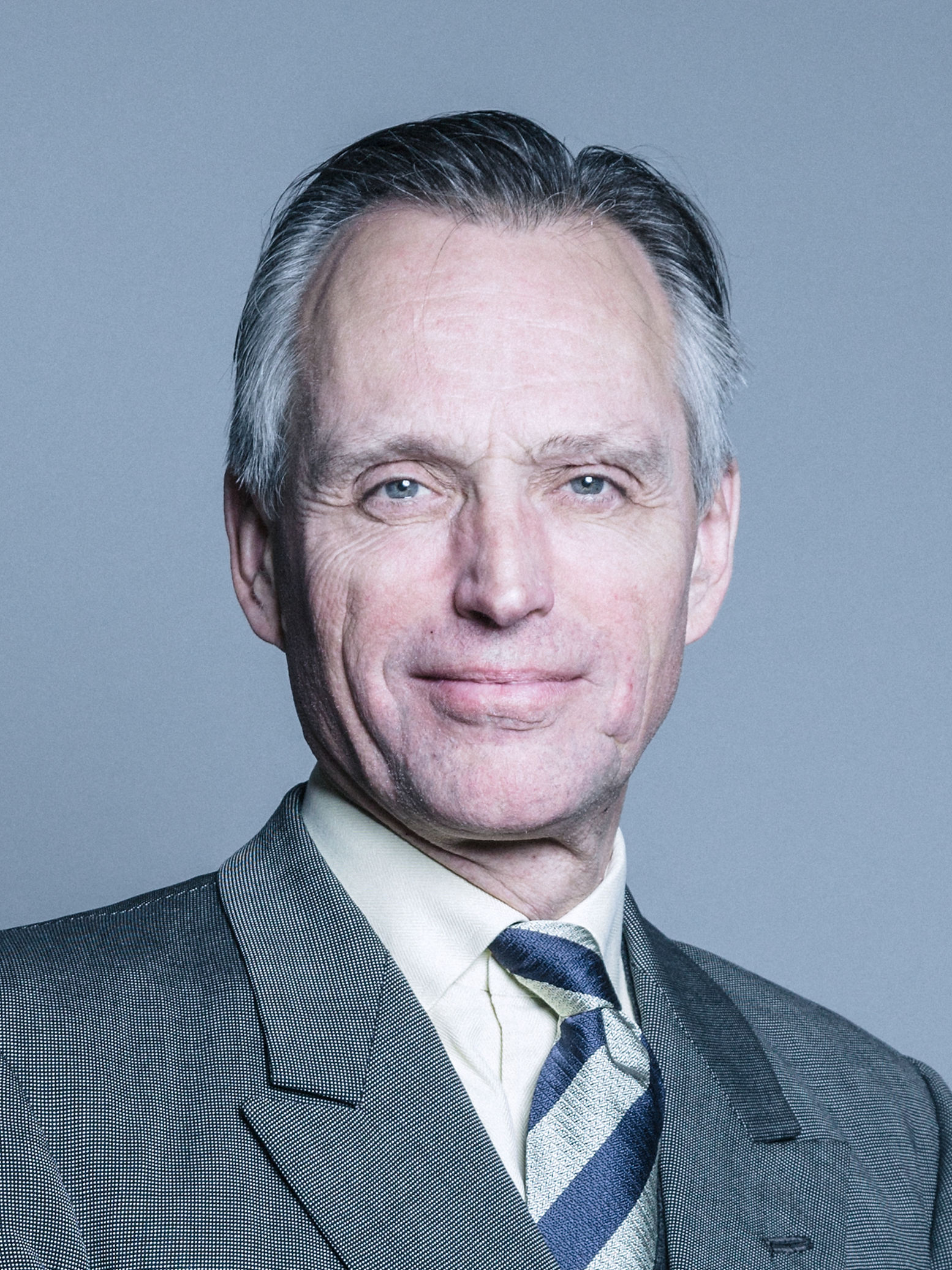
Rupert Ponsonby, 7. Baron de Mauley

Rupert Charles Ponsonby, 7. Baron de Mauley (* 30. Juni 1957) ist ein britischer Peer und Politiker der Conservative Party.

## Leben
Rupert Ponsonby besuchte das Eton College. 1976 trat er der Territorial Army bei. Er durchlief eine Offizierslaufbahn und hatte den Rang eines Lieutenant Colonel erreicht, als er 2005 aus dem Militärdienst ausschied.
Nach dem Tod seines Onkels Gerald John Ponsonby, 6. Baron de Mauley im Oktober 2002 erbte er dessen Adelstitel. Am 10. März 2005 gewann er bei einer Nachwahl zur Wiederbesetzung eines Sitzes der Konservativen im House of Lords. Er war der erste erbliche Peer, der nach dem House of Lords Act 1999 einen Sitz im Oberhaus erlangte.
Von 2012 bis 2015 war er Parlamentarischer Staatssekretär im Ministerium für Umwelt, Ernährung und ländliche Angelegenheiten als Nachfolger von John Taylor, Baron Taylor of Holbeach, der zum Home Office wechselte.

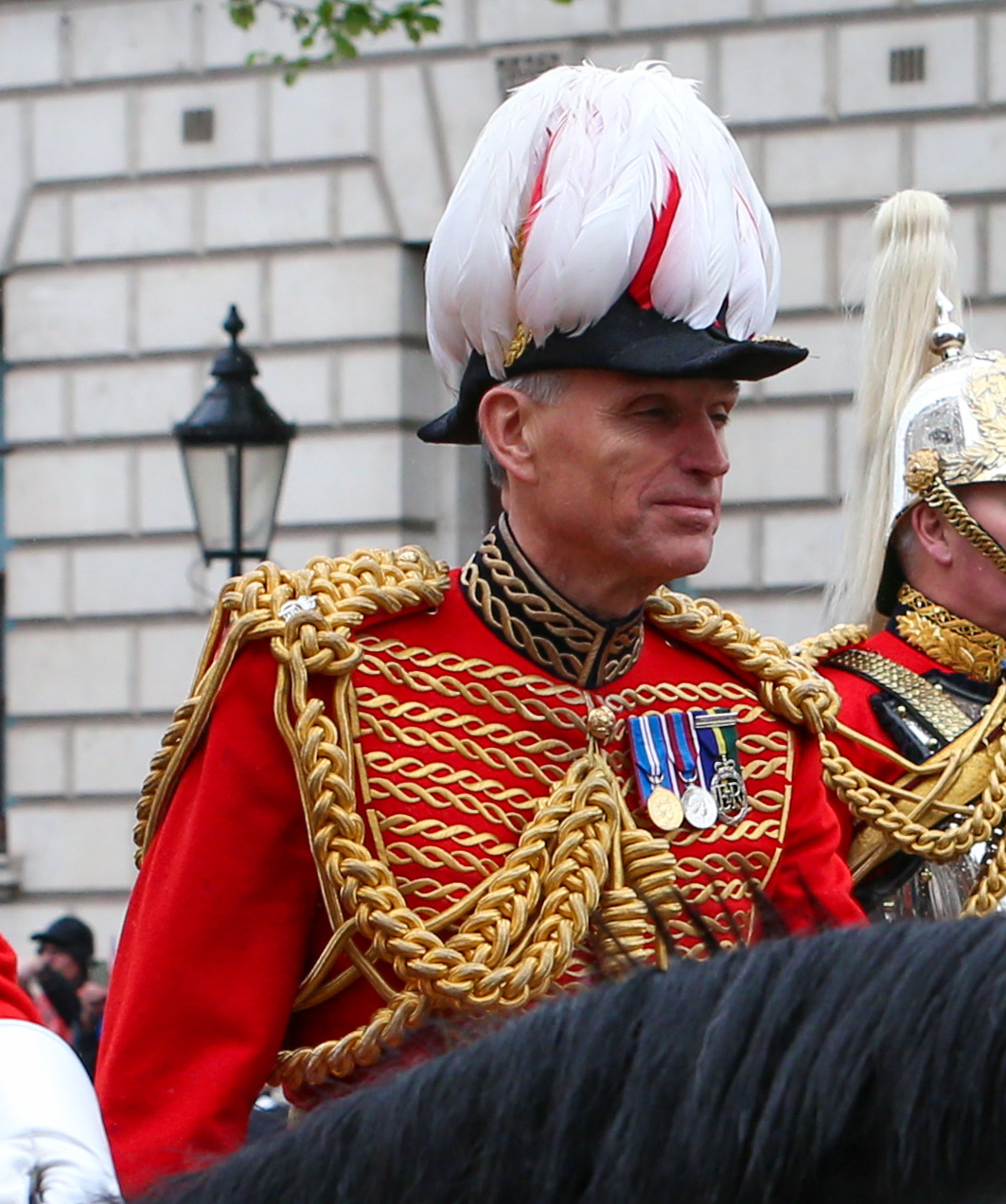
Lord de Mauley als Master of the Horse bei der Krönung von Charles III.

2018 wurde er zum Master of the Horse ernannt. In dieser Eigenschaft hatte er 2023 eine verantwortliche Rolle bei der Krönung von Charles III.
Er ist mit Lucinda, der jüngeren Tochter des verstorbenen Anthony Royle, Baron Fanshawe of Richmond, verheiratet. Das Paar hat keine Kinder.

## Ehrungen
- 2024 The King’s Birthday Honours: Knight Commander of the Royal Victorian Order (KCVO)[1]